# Ana González González
Ana Isabel González González (Monterrey, Nuevo León, 4 de mayo de 1986) conocida por el hipocorístico Anita González es una comunicadora y política mexicana, miembro del Partido Revolucionario Institucional (PRI). Es diputada federal para el periodo de 2024 a 2027.

## Biografía
Es licenciada en Comunicación Social egresada de la Universidad Regiomontana. De 2006 a 2020 ejerció su profesión en Multimedios Televisión, donde fue locutora y conductora, de 2016 a 2018 fue además gerente de Mercadeo para Multimedios y Milenio Televisión.
Dejó dichos cargos para dedicarse a la actividad política, en las elecciones estatales de 2021 es postulada candidata de la coalición Va fuerte por Nuevo León formada por el Partido Revolucionario Institucional (PRI) y el Partido de la Revolución Democrática (PRD) a diputada por el Distrito 8 local, resultando elegida al recibir el 34.45% de los votos, frente al 29.31% de Adriana Paola Coronado Ramírez del Partido Acción Nacional (PAN).
Elegida a la LXXVI Legislatura del Congreso del Estado de Nuevo León de 2021 a 2024, en ella fue presidenta de la comisión 4.ª de Hacienda y Desarrollo Municipal; e integrante de las comisiones de Medio Ambiente y Desarrollo Sustentable; de Salud y Atención a Grupos Vulnerables; de Economía, Emprendimiento y Turismo; de Juventud; y, 3.ª de Hacienda y Desarrollo Municipal; también fue integrante de las comisiones especiales de Vigilancia para el Mantenimiento y Recuperación de Planteles Educativos; y, de Parlamento Abierto.
En las elecciones federales de 2024 fue candidata a la coalición Fuerza y Corazón por México a diputada federal por el Distrito 10 de Nuevo León; logró el triunfo al recibir el 49.73$ de los votos, superando al 26.19% de Aldo Fasci Zuazua, candidato de Movimiento Ciudadano. En la LXVI Legislatura de 2024 a 2027, ocupa los cargos de secretaria de las comisiones de Deporta; y, de Salud; e integrante de la comisión de Educación.